# IC 102
IC 102 је лентикуларна галаксија у сазвјежђу Рибе која се налази на листи објеката дубоког неба у Индекс каталогу.
Деклинација објекта је + 9° 53' 14" а ректасцензија 1h 24m 26,3s. Привидна величина (магнитуда) објекта IC 102 износи 14,7 а фотографска магнитуда 15,6. IC 102 је још познат и под ознакама UGC 954, CGCG 436-40, PGC 5172.